# Jerome Harmon
Jerome Harmon (Gary, 6 febbraio 1969) è un ex cestista statunitense, professionista nella NBA e in Europa.

## Palmarès

### Squadra
- Coppa di Francia: 1

Cholet: 1999

### Individuale
- McDonald's All-American Game (1987)
- GBA All-League Team (1992)
- Miglior marcatore CBA (1995)